# 5. rang hrvatskog rukometnog prvenstva 2024./25.
Ljestvice i sastavi liga petog stupnja hrvatskog rukometnog prvenstva za muškarce u sezoni 2024./25.

## Međužupanijska liga Zagreb
| mj. | klub                   | ut. | pob. | ner. | por. | gol+ | gol- | bod |
| --- | ---------------------- | --- | ---- | ---- | ---- | ---- | ---- | --- |
| 1.  | ZG-Dubrava Zagreb      | 14  | 14   | 0    | 0    | 491  | 367  | 28  |
| 2.  | Mladost Sveti Martin   | 14  | 10   | 1    | 3    | 421  | 306  | 21  |
| 3.  | Iluzija Velika Gorica  | 14  | 8    | 2    | 4    | 397  | 381  | 18  |
| 4.  | Zagorec Krapina        | 14  | 8    | 0    | 6    | 395  | 344  | 16  |
| 5.  | Dinamo 2 Zagreb        | 14  | 5    | 1    | 8    | 386  | 414  | 11  |
| 6.  | Novi Zagreb 2 (Zagreb) | 14  | 5    | 0    | 9    | 205  | 243  | 10  |
| 7.  | Kombinat-Bedenica      | 14  | 3    | 1    | 10   | 341  | 437  | 7   |
| 8.  | Zaprešić 2             | 14  | 0    | 1    | 13   | 190  | 334  | 1   |

 Izvori: 

 hrs.hr 

 hrs.hr, wayback 

## Vanjske poveznice
- hrs.hr